# Hermann Schwartz (Jurist)
Hermann Schwartz (* 3. Oktober 1856 in Wandsbek bei Hamburg; † 6. Dezember 1919 in Frankfurt am Main) war ein deutscher Jurist. Von 1917 bis 1919 war er Präsident des Oberlandesgerichts Frankfurt am Main.

## Leben
Schwartz studierte, nach dem Abitur an der Gelehrtenschule des Johanneums in Hamburg, Rechtswissenschaft an den Universitäten in Freiburg, Göttingen und Kiel. Das Referendarexamen legte er 1880 ab, bevor er in der Provinz Schleswig-Holstein die Referendarsausbildung absolvierte und 1885 Gerichtsassessor wurde. Ab 1887 war er Amtsrichter an verschiedenen Gerichten in Schleswig-Holstein und wurde 1895 zum Landrichter am das Landgericht Flensburg berufen. 1902 erhielt er eine Aufstiegsposition, er wurde als Oberlandesgerichtsrat an das Oberlandesgericht Marienwerder versetzt, das oberste Gericht in der Provinz Westpreußen. 1909 übernahm er als Präsident das Landgericht Danzig.
Mitten im Ersten Weltkrieg wurde Schwartz 1917 – als Nachfolger des an das Reichsjustizamt berufenen Peter Spahn –  zum Präsidenten des Oberlandesgerichts Frankfurt am Main berufen. Schwartz erwarb sich in Frankfurt schnell Anerkennung. Als Vorsitzender der Juristischen Gesellschaft gelang es ihm, rasch Kontakt zu den Frankfurter Juristen zu knüpfen. Er amtierte in Frankfurt nur reichlich zwei Jahre und verstarb unerwartet am 6. Dezember 1919. Sein Nachfolger wurde Ernst Dronke.